# Major League Soccer 1996
La Major League Soccer 1996 è stata la prima edizione del campionato di calcio statunitense, con dieci squadre partecipanti.
Il regolamento prevedeva che in caso di pareggio al termine dei novanta minuti regolamentari la partita venisse decisa agli shootout.

## Regular Season

### Eastern Conference
| Pos. | Squadra              | Pt | G  | V  | P  | GF | GS | DR  |
| ---- | -------------------- | -- | -- | -- | -- | -- | -- | --- |
| 1    | Tampa Bay Mutiny     | 58 | 32 | 20 | 12 | 66 | 51 | +15 |
| 2    | D.C. United          | 46 | 32 | 16 | 16 | 62 | 56 | +6  |
| 3    | N.Y./N.J. MetroStars | 39 | 32 | 15 | 17 | 45 | 47 | -2  |
| 4    | Columbus Crew        | 37 | 32 | 15 | 17 | 59 | 60 | -1  |
| 5    | N.E. Revolution      | 33 | 32 | 15 | 17 | 43 | 56 | -13 |

### Western Conference
| Pos. | Squadra         | Pt | G  | V  | P  | GF | GS | DR  |
| ---- | --------------- | -- | -- | -- | -- | -- | -- | --- |
| 1    | L.A. Galaxy     | 49 | 32 | 19 | 13 | 59 | 49 | +10 |
| 2    | Dallas Burn     | 41 | 32 | 17 | 15 | 50 | 48 | +2  |
| 3    | K.C. Wiz        | 41 | 32 | 17 | 15 | 61 | 63 | -2  |
| 4    | San Jose Clash  | 39 | 32 | 15 | 17 | 50 | 50 | 0   |
| 5    | Colorado Rapids | 29 | 32 | 11 | 21 | 44 | 59 | -15 |

Legenda:

      Vincitrice del MLS Supporters' Shield e ammessa agli MLS Cup Playoffs.

      Ammesse agli MLS Cup Playoffs.

## MLS Cup Playoffs

### Semifinali di Conference

#### Andata
| Arbitro: | Esse Baharmast |

|                           |                |                          |
| de Ávila 38’ Savarese 75’ | Marcatori      | 24’ Díaz Arce 56’ Moreno |
|                           | Shootout 1 – 0 |                          |

| Arbitro: | Brian Hall |

|  |           |                   |
|  | Marcatori | 82’, 87’ Lassiter |

| Arbitro: | Kevin Stott |

|           |           |  |
| Ianni 36’ | Marcatori |  |

| Arbitro: | Tim Weyland |

|                                   |           |                        |
| Johnston 16’ McKeon 79’ Preki 89’ | Marcatori | 21’ Elliott 25’ Ashton |

#### Ritorno
| Arbitro: | Paul Tamberino |

|                |           |  |
| Etcheverry 72’ | Marcatori |  |

| Arbitro: | Rich Grady |

|              |           |                    |
| Lassiter 26’ | Marcatori | 1’ Paz 58’ McBride |

| Arbitro: | Joshua Patlak |

|                        |           |  |
| Fraser 84’ Hurtado 90’ | Marcatori |  |

| Dallas 29 settembre 1996, ore 21:30 UTC-4                           | Dallas Burn | 2 – 1 referto | K.C. Wiz | Cotton Bowl (10.125 spett.) |
| \| \| \| \| \| Kreis 5’ Washington 32’ \| Marcatori \| 30’ Preki \| |             |               |          |                             |
|                                                                     |             |               |          |                             |
| Kreis 5’ Washington 32’                                             | Marcatori   | 30’ Preki     |          |                             |

#### Terza partita
| Arbitro: | Brian Hall |

|                                 |           |              |
| Rammel 67’ Díaz Arce 89’ (rig.) | Marcatori | 86’ de Ávila |

| Arbitro: | Tim Weyland |

|                                          |           |             |
| Vásquez 3’ Lassiter 41’, 58’ Pittman 55’ | Marcatori | 35’ McBride |

| Arbitro: | Esse Baharmast |

|                                   |           |  |
| Cienfuegos 36’ (rig.) Hurtado 90’ | Marcatori |  |

| Arbitro: | Rich Grady |

|                         |                |                        |
| Sánchez 27’ Elliott 66’ | Marcatori      | 41’ Chung 62’ Takawira |
|                         | Shootout 0 – 1 |                        |

### Finali di Conference

#### Andata
| Arbitro: | Kevin Stott |

|                                    |           |              |
| Díaz Arce 36’, 58’, 60’ Rammel 56’ | Marcatori | 42’ Lassiter |

| Arbitro: | Brian Hall |

|                      |           |           |
| Vanney 57’ Armas 90’ | Marcatori | 52’ Preki |

#### Ritorno
| Arbitro: | Rich Grady |

|             |           |                            |
| Ralston 14’ | Marcatori | 49’ Williams 82’ Díaz Arce |

| Arbitro: | Zimmerman Boulos |

|           |           |                       |
| Preki 69’ | Marcatori | 76’ Vanney Cienfuegos |

### Finale MLS Cup
| Arbitro: | Esse Baharmast |

|                      |           |                                |
| Hurtado 5’ Armas 56’ | Marcatori | 72’ Sanneh 81’ Medved 94’ Pope |

## Premi

### Giocatore della settimana
| Giornata    | Giocatore         | Squadra                |
| ----------- | ----------------- | ---------------------- |
| Giornata 1  | Eric Wynalda      | San Jose Clash         |
| Giornata 2  | Brian McBride     | Columbus Crew          |
| Giornata 3  | Marcelo Balboa    | Colorado Rapids        |
| Giornata 4  | Bo Oshoniyi       | Columbus Crew          |
| Giornata 5  | Giovanni Savarese | MetroStars             |
| Giornata 6  | Brian McBride     | Columbus Crew          |
| Giornata 7  | Jorge Campos      | Los Angeles Galaxy     |
| Giornata 8  | Preki             | Kansas City Wiz        |
| Giornata 9  | John Doyle        | San Jose Clash         |
| Giornata 10 | Eduardo Hurtado   | Los Angeles Galaxy     |
| Giornata 11 | Mark Dodd         | Dallas Burn            |
| Giornata 12 | Mark Chung        | Kansas City Wiz        |
| Giornata 13 | Tony Meola        | MetroStars             |
| Giornata 14 | Raúl Díaz Arce    | D.C. United            |
| Giornata 15 | Paul Bravo        | San Jose Clash         |
| Giornata 16 | Cobi Jones        | Los Angeles Galaxy     |
| Giornata 17 | Joe-Max Moore     | New England Revolution |
| Giornata 18 | Tony Meola        | MetroStars             |
| Giornata 19 | Adrián Paz        | Columbus Crew          |
| Giornata 20 | Marco Etcheverry  | D.C. United            |
| Giornata 21 | Brad Friedel      | Columbus Crew          |
| Giornata 22 | Brian Maisonneuve | Columbus Crew          |
| Giornata 23 | Frank Yallop      | Tampa Bay Mutiny       |
| Giornata 24 | Brad Friedel      | Columbus Crew          |

### Giocatore del mese
| Mese      | Giocatore           | Squadra            |
| --------- | ------------------- | ------------------ |
| Aprile    | Mauricio Cienfuegos | Los Angeles Galaxy |
| Maggio    | Carlos Valderrama   | Tampa Bay Mutiny   |
| Giugno    | Eduardo Hurtado     | Los Angeles Galaxy |
| Luglio    | Jason Kreis         | Dallas Burn        |
| Agosto    | Marco Etcheverry    | D.C. United        |
| Settembre | Brad Friedel        | Columbus Crew      |